# Проєкт 985
Проєкт 985 (кит.: 985工程; піньїнь: 985 Gōngchéng) це проєкт, про який вперше оголосив генеральний секретар Комуністичної партії Китаю Цзян Цземінь на 100-річчю Пекінського університету 4 травня 1998 року, щоб сприяти розвитку та репутації китайської системи вищої освіти шляхом заснування всесвітньої класні університети в 21 столітті. Назва походить від дати оголошення, травень 1998 року, або 98/5 відповідно до китайського формату дати. Проєкт включає в себе як національні, так і місцеві органи влади, які виділяють значні суми фінансування певним університетам, щоб побудувати нові дослідницькі центри, покращити приміщення, провести міжнародні конференції, залучити всесвітньо відомих викладачів і запрошених науковців, а також допомогти китайським викладачам відвідати конференції за кордоном.

## Історія
4 травня 1998 року генеральний секретар Комуністичної партії Китаю Цзян Цземінь вперше оголосив проєкт на 100-річчя Пекінського університету, спрямований на сприяння розвитку та репутації китайської системи вищої освіти шляхом заснування університетів світового класу в 21-му році. століття.
У 2006 році було відібрано ще 33 університети з університетів, які не були включені до проєкту 985. 33 вибрані університети спільно спонсоруються Міністерством освіти та Міністерством фінансів Китайської Народної Республіки для підтримки їхніх розробок у певних наукових чи інженерних сферах для задоволення нагальних потреб держави. Ці 33 університети разом включені до підпроєкту Проєкту 985 під назвою «Проєкт інноваційної платформи проєкту 985».
У 2009 році перші дев'ять університетів-засновників проєкту 985 сформували Лігу C9. До кінця другої фази проєкту підтримано 39 університетів. У 2011 році було оголошено, що проєкт закрито, і жодна нова школа не зможе приєднатися.
| Провінція/муніципалітет | Місто         | Університет                                              | Рік заснування |
| ----------------------- | ------------- | -------------------------------------------------------- | -------------- |
| Північ (10)             |               |                                                          |                |
| Пекін (8)               | Пекін (8)     | Пекінський університет                                   | 1898           |
| Пекін (8)               | Пекін (8)     | Університет Цінхуа                                       | 1911           |
| Пекін (8)               | Пекін (8)     | Китайський університет Женьмінь                          | 1937 рік       |
| Пекін (8)               | Пекін (8)     | Пекінський педагогічний університет                      | 1902 рік       |
| Пекін (8)               | Пекін (8)     | Університет Бейхан                                       | 1952 рік       |
| Пекін (8)               | Пекін (8)     | Пекінський технологічний інститут                        | 1940 рік       |
| Пекін (8)               | Пекін (8)     | Китайський сільськогосподарський університет             | 1905 рік       |
| Пекін (8)               | Пекін (8)     | Університет Мінцу Китаю                                  | 1941           |
| Тяньцзінь (2)           | Тяньцзінь (2) | Nankai University                                        | 1919           |
| Тяньцзінь (2)           | Тяньцзінь (2) | Tianjin University                                       | 1895           |
| Дубней (4)              |               |                                                          |                |
| Ляонін (2）             | Далянь        | Dalian University of Technology                          | 1949           |
| Ляонін (2）             | Шеньян        | Northeastern University                                  | 1923           |
| Хейлунцзян              | Харбін        | Harbin Institute of Technology                           | 1920           |
| Цзілінь                 | Чанчунь       | Jilin University                                         | 1946           |
| Схід (11)               |               |                                                          |                |
| Шанхай (4)              | Шанхай (4)    | Фуданський університет                                   | 1905           |
| Шанхай (4)              | Шанхай (4)    | Шанхайський університет Ji AO Tong                       | 1896           |
| Шанхай (4)              | Шанхай (4)    | Університет Тунцзі                                       | 1907           |
| Шанхай (4)              | Шанхай (4)    | Східнокитайський педагогічний університет                | 1951           |
| Цзянсу (2)              | Нанкін (2)    | Нанкінський університет                                  | 1902           |
| Цзянсу (2)              | Нанкін (2)    | Southeast University                                     | 1902           |
| Шаньдун (2)             | Цзінань       | Shandong University                                      | 1901           |
| Шаньдун (2)             | Циндао        | Циндаоський океанографічний інститут                     | 1924           |
| Аньхой                  | Хефей         | University of Science and Technology of China            | 1958           |
| Чжецзян                 | Ханчжоу       | Чжецзянський університет                                 | 1897           |
| Фуцзянь                 | Сямень        | Xiamen University                                        | 1921           |
| Південний Китай (2)     |               |                                                          |                |
| Гуандун (2)             | Ґуанчжоу (2)  | Sun Yat-sen University                                   | 1924           |
| Гуандун (2)             | Ґуанчжоу (2)  | South China University of Technology                     | 1952           |
| Центр (5)               |               |                                                          |                |
| Хунань (3)              | Чанша (3)     | Hunan University                                         | 1903           |
| Хунань (3)              | Чанша (3)     | Central South University                                 | 2000           |
| Хунань (3)              | Чанша (3)     | National University of Defense Technology                | 1953           |
| Хубей (2)               | Ухань (2)     | Уханський університет                                    | 1893           |
| Хубей (2)               | Ухань (2)     | Huazhong University of Science and Technology            | 1953           |
| Північний захід (4)     |               |                                                          |                |
| Шеньсі (3)              | Сіань (2)     | Northwestern Polytechnical University                    | 1938           |
| Шеньсі (3)              | Сіань (2)     | Xi'an Jiaotong University                                | 1896           |
| Шеньсі (3)              | Сяньян        | Northwest A&amp;F University                             | 1934           |
| Ганьсу                  | Ланьчжоу      | Lanzhou University                                       | 1909           |
| Південний захід (3)     |               |                                                          |                |
| Сичуань (2)             | Ченду (2)     | Sichuan University                                       | 1896           |
| Сичуань (2)             | Ченду (2)     | University of Electronic Science and Technology of China | 1956           |
| Чунцін                  | Чунцін        | Chongqing University                                     | 1929           |